# Parafia Najświętszego Serca Pana Jezusa w Chudobie
Parafia Najświętszego Serca Pana Jezusa – rzymskokatolicka parafia znajdująca się w Chudobie, należąca do dekanatu Olesno w diecezji opolskiej.

## Historia parafii
Miejscowości Chudoba, Szumirad i Wędrynia, które obecnie tworzą parafię w Chudobie, należały do parafii Olesno. 10 kwietnia 1905 roku erygowano kurację w Chudobie. W 1906 roku zostaje poświęcony i wmurowany węgiel kamienny w nowo budowany kościół parafialny. 7 lipca 1907 roku kościół zostaje konsekrowany przez księdza kardynała Koppa ordynariusza wrocławskiego, a 10 lutego 1908 roku kuracja zostaje podniesiona do rangi parafii. Pierwszym proboszczem zostaje ks. Józef Menzel. Po II wojnie światowej przyłączono do parafii Wędrynię z kościołem filialnym św. Jana Chrzciciela.
Od 24 sierpnia 2023 roku proboszczem parafii jest ks. Henryk Wollff.

## Zasięg parafii
Parafię zamieszkuje 1150 osób, swym zasięgiem duszpasterskim obejmuje ona miejscowości:
- Chudoba,
- Szumirad,
- Wędrynia

oraz przysiółki:
- Kamieniec,
- Sobisz,
- Ryczek,
- Radomil,
- Kiełbasin[3].

## Duszpasterze
Proboszczowie parafii po 1945 roku
- ks. Józef Mencel
- ks. Antoni Mencel
- ks. Jerzy Niczka
- ks. Jan Maksara
- ks. Henryk Wollff (od 24 sierpnia 2023)[2]